# تشيسكو نادال
تشيسكو نادال (بالإسبانية: Xisco Nadal)‏ (27 يونيو 1986 بميورقة في إسبانيا - ) هو لاعب كرة قدم إسباني في مركز الهجوم. شارك مع منتخب إسبانيا تحت 17 سنة لكرة القدم ومنتخب إسبانيا تحت 19 سنة لكرة القدم. أما مع النوادي، فقد لعب مع ريال مورسيا ونادي إيركوليس ونادي فياريال ونادي ليفانتي ونومانسيا ونادي فياريال ب وVinaròs CF ‏ وغرناطة 74 ‏.

## وصلات خارجية
- تشيسكو نادال على موقع الاتحاد الدولي (مؤرشف)  (الإنجليزية)
- تشيسكو نادال على موقع قاعدة بيانات كرة القدم.إي يو (الإنجليزية)
- تشيسكو نادال على موقع Soccerway.com (الإنجليزية)